# アイゼイア・ヒックス
- アイザイア・ヒックス

アイゼイア・ドウェイン・ヒックス（Isaiah Dwayne Hicks, 1994年7月24日 - ）は、アメリカ合衆国ノースカロライナ州オックスフォード出身のプロバスケットボール選手。ポジションはパワーフォワード。

## 経歴

### ハイスクール
高校4年目のシーズンにはマクドナルド・オール・アメリカンに選出された。

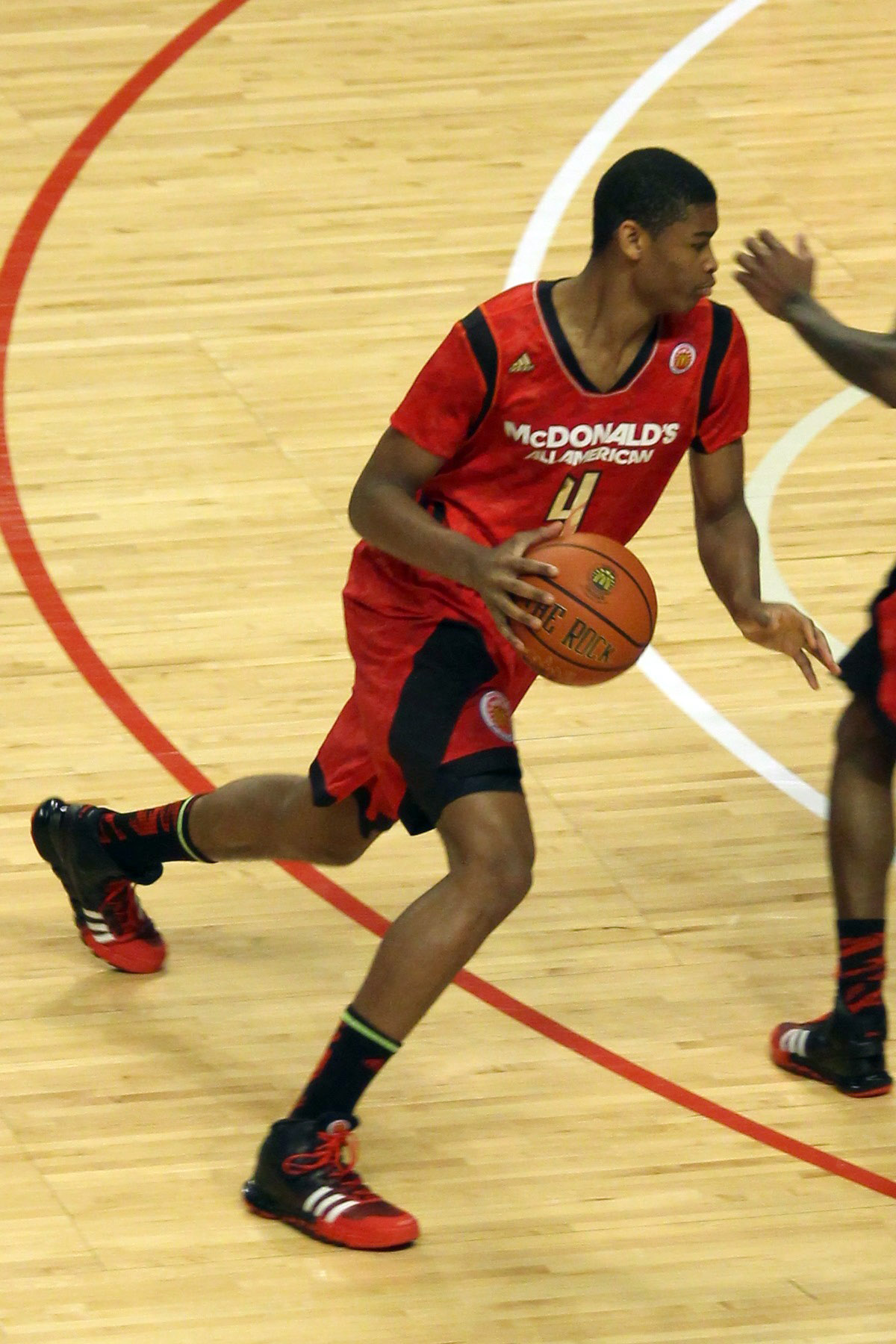
2013年のヒックス

卒業後はノースカロライナ大学に進学した。

### カレッジ
3年目の2015-16シーズンにはACCのシックスマン賞を受賞した。
翌2016-17シーズンは先発に定着し、平均11.3得点を記録した。チームはNCAAトーナメントで決勝まで進出したゴンザガ大学との決勝では13得点・9リバウンドを記録。チームは勝利し、全米制覇を成し遂げた。

### ニューヨーク・ニックス
2017年のNBAドラフトでは指名がなく、ドラフト後にシャーロット・ホーネッツとトレーニングキャンプ契約を結んだ。しかし、2017-18シーズン開幕直前に解雇された。
その後、2017年10月20日にニューヨーク・ニックスとツーウェイ契約を結んだ。2018年2月8日のトロント・ラプターズ戦でNBAデビューを果たした。このシーズンはNBAで13試合に出場し、オフにニックスと再びツーウェイ契約を結んだ。
2018-19シーズンはシーズンの大半をGリーグのウェストチェスター・ニックスで過ごし、NBAでは4試合の出場に留まった。

### BCアブトドール
2019年8月3日にユナイテッド・リーグのBCアブトドールと契約した。
2019-20シーズンは平均12.8得点・6.7リバウンドを記録した。

### ソウル三星サンダース
2020年7月16日にKBLのソウル三星サンダースと契約した。

### 三遠ネオフェニックス
2022年7月1日にB.LEAGUEの三遠ネオフェニックスと契約した。
2022-23シーズンは平均15.8得点・7.0リバウンドを記録した。シーズン終了後、自由交渉選手リストに公示された。

## 個人成績

### NBA

#### レギュラーシーズン
| シーズン | チーム | GP | GS | MPG  | FG%  | 3P%  | FT%  | RPG | APG | SPG | BPG | PPG |
| -------- | ------ | -- | -- | ---- | ---- | ---- | ---- | --- | --- | --- | --- | --- |
| 2017–18  | NYK    | 18 | 0  | 13.3 | .458 | .222 | .667 | 2.3 | .9  | .1  | .2  | 4.4 |
| 2018–19  | NYK    | 3  | 0  | 10.7 | .500 | –    | .800 | 2.3 | .7  | .3  | 1.0 | 4.0 |
| 通算     | 通算   | 21 | 0  | 13.0 | .463 | .222 | .696 | 2.3 | .9  | .1  | .3  | 4.4 |

### カレッジ
| シーズン | チーム | GP  | GS | MPG  | FG%  | 3P%  | FT%  | RPG | APG | SPG | BPG | PPG  |
| -------- | ------ | --- | -- | ---- | ---- | ---- | ---- | --- | --- | --- | --- | ---- |
| 2013–14  | UNC    | 34  | 0  | 7.3  | .417 | .200 | .579 | 1.0 | .2  | .1  | .4  | 1.2  |
| 2014–15  | UNC    | 38  | 3  | 14.8 | .544 | .000 | .621 | 3.0 | .3  | .2  | .4  | 6.6  |
| 2015–16  | UNC    | 40  | 3  | 18.1 | .619 | –    | .756 | 4.6 | .7  | .5  | .6  | 9.2  |
| 2016–17  | UNC    | 39  | 39 | 23.3 | .576 | –    | .779 | 5.5 | 1.4 | .4  | .7  | 11.8 |
| 通算     | 通算   | 151 | 45 | 16.2 | .573 | .167 | .725 | 3.6 | .7  | .3  | .5  | 7.4  |